# Angelo D'Alessandro

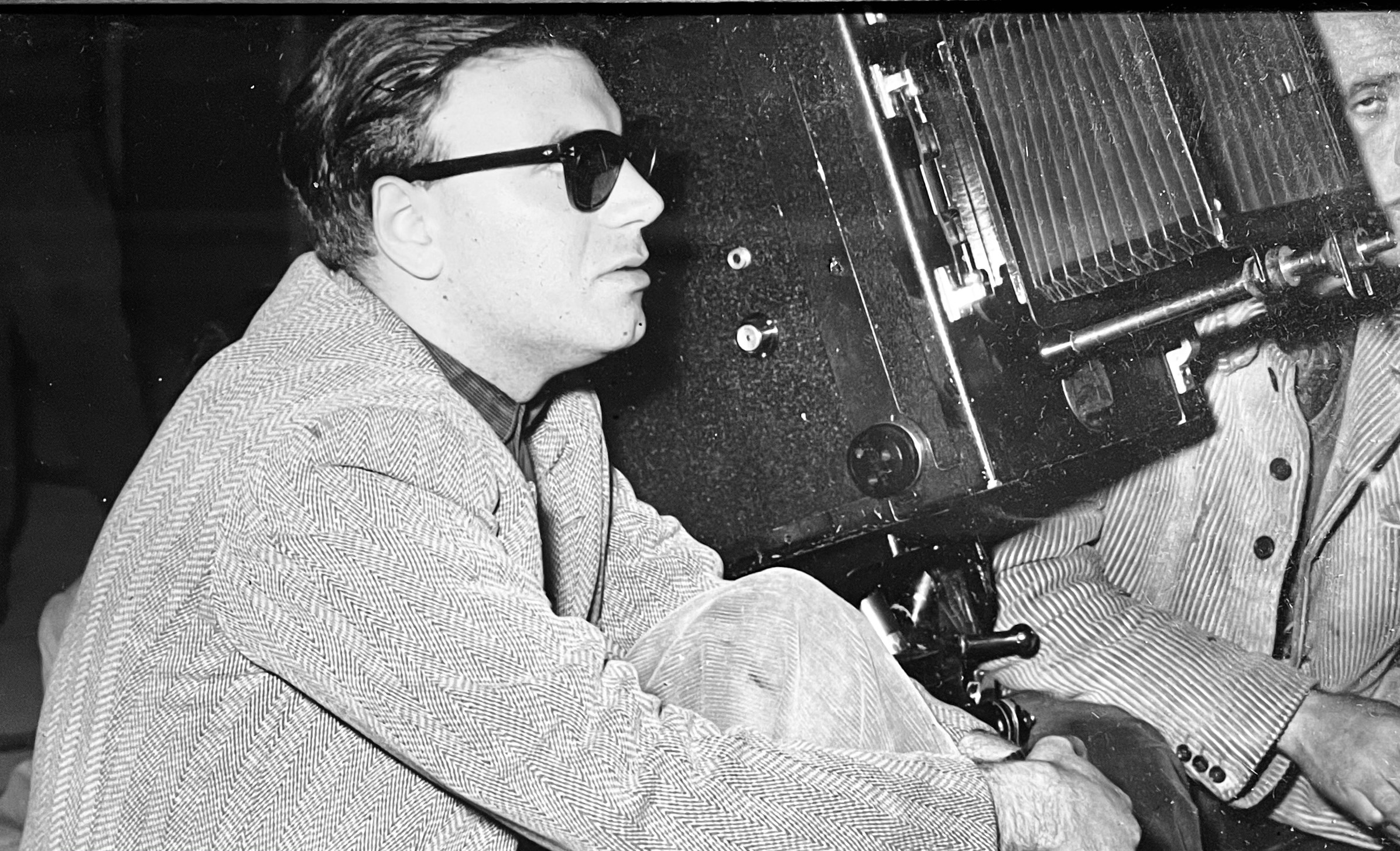
Angelo D'Alessandro sul set del film La porta dei sogni

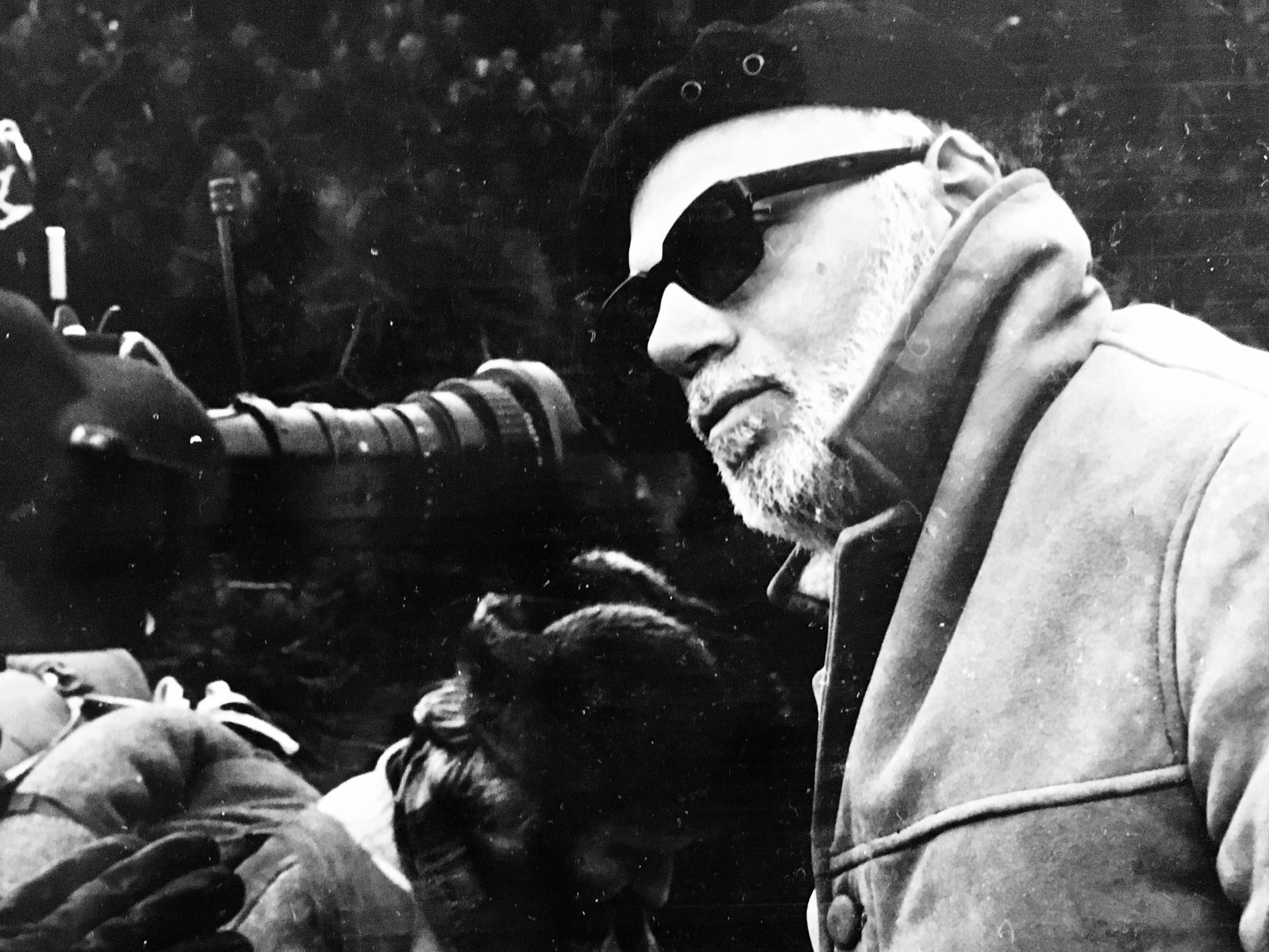
Sul set di "Jack London, l'avventura del Grande Nord"

Angelo D'Alessandro (Putignano, 17 aprile 1926 – Roma, 1º febbraio 2011) è stato un regista, sceneggiatore e autore televisivo italiano.

## Biografia
È stato docente di regia cinematografica al Centro Sperimentale di Cinematografia a Roma dal 1956 al 1959. Dal 1960 al 1970 è stato docente di regia televisiva al Centro Sperimentale di Cinematografia. 
In questi anni D'Alessandro introduce l'uso delle telecamere per far apprendere agli allievi, tra cui Bellocchio, Cavani. Agosti, Frezza, Perelli, Mingozzi, la sintassi degli audiovisivi. Contemporaneamente dal 1961 al 1975 è stato docente di regia cinematografica alla Libera Università   di Studi Sociali LUISS.
Dal 1977 al 1992 è stato docente di "Metodologia e tecnica dei linguaggi audiovisivi" al C.I.S.O.P. Centro Internazionale Studi Opinione Pubblica presso l'Università Lateranense e il Pontificio Ateneo Angelicuum.
Ha pubblicato saggi di semiotica del cinema e della televisione su "Bianco e Nero", dove è stato critico televisivo dal 1958 al 1970, sulla rivista Cahiers de Communication Audiovisuelle dell'Università di Ginevra e alcuni libri tradotti in diverse lingue. 
Tra gli altri "Lo spettacolo televisivo" Ed. dell'Ateneo, Roma; "Lo scenario televisivo" Ed. Mursia, Milano; "La serialità nel cinema e nella televisione" Ed. Lucarini, Roma (Premio Diego Fabbri 1985 per la saggistica cine-televisiva); "Bulgaria tra passato e presente" Ed. Lucarini, Roma. I primi tre libri sono stati editi anche in Spagna, Francia e adottati come libri di testo in molte scuole di cinema.
Nel 1988-89 collabora alla Rivista del Cinematografo come critico del teatro di avanguardia a Roma.

## Opere cinematografiche
Nel 1950 è aiuto regista nel film Luci del varietà di Federico Fellini e A. Lattuada. Nel 1951 scrive il soggetto e la sceneggiatura e firma la regia del Documentario Bayard (che vede come protagonista la piccola attrice Giuditta Vittoria Rità di soli 8 anni)sulla sala corse di V. Sannio. Il documentario è stato prodotto dal Centro Sperimentale C. come tesi del biennio. Inviato alla Commissione ministeriale presieduta da Scicluna ha ottenuto il premio della Legge cosiddetta del 3% con abbinamento obbligatorio a un film. "Bayard" fu abbinato a Pandora uno dei primi film americani a colori, con Ava Gardner.
Nel 1951-53 segue la preparazione (sopralluoghi) del film La strada di F. Fellini. Nel 1952-53 firma la sceneggiatura: La ragazza delle saline con Carlo Lizzani e Massimo Mida e la sceneggiatura del film Ai margini della metropoli sempre con Carlo Lizzani e Massimo Mida ed è anche aiuto regista del film omonimo. Nel 1954 è autore della sceneggiatura del film Pietà per chi cade con Tullio Pinelli per la Royal Film. Nel 1954-55 scrive la sceneggiatura e cura la regia del film La Porta dei sogni. Nel 1956 scrive la sceneggiatura e regia del film documentario Radiografia di un paese: Vibo Valentia che ottiene dalla Commissione Scicluna il 3% e l'abbinamento obbligatorio a un film (Corona Cinematografica)
1959 - 60 Inizia a girare con una propria troupe il film documentario: Nascita e morte in città, che svilupperà due anni dopo per il film I Misteri di Roma con Cesare Zavattini. 
Negli stessi anni D'Alessandro mette in cantiere, sempre con la propria troupe, un film-documentario su Fontana di Trevi, presentato con successo al Festival di Cannes e premiato al Festival di Firenze. È uno degli primi film- véritè italiani girato tutto con teleobiettivo. 
1962-63 Gira il film véritè Storia di Ciro, film finanziato dalla televisione. Al Festival cinematografico di Venezia ottiene l'Osella di bronzo.
1965 - 66 Gira sempre con la sua casa cinematografica e con l'operatore Antonio Piazza il film sull "Obiezione di coscienza". In seguito conosce Don Milani che gli chiede se vuole girare qualcosa su di lui. Ne viene fuori un film - documento "Una lezione di Don Lorenzo Milani a Barbiana". Da notare che Don Milani aveva rifiutato di essere filmato da molte troupe europee e americane e anche dalla TV italiana. D'Alessandro non volle mai immettere il filmato nei circuiti e farne opera di commercio. Lo inviò solo a convegni di studio come per esempio, quello tenutosi a Firenze nel 1968.
1971 - 72 Gira per il cinema e la televisione il film "Jack London, la mia grande avventura", un film che narra la partecipazione di London all'ultima corsa all'oro del 1894 nel Klondike. Fu venduto in 32 paesi, compreso lo Yemen. Protagonista Orso Maria Guerrini.
1978 - 79 Soggetto, sceneggiatura e regia del film Turi e i paladini, scelto per rappresentare il cinema italiano al Festival di Berlino nel 1980. Primo Premio per il migliore soggetto al Festival cinematografico di Giffuni.
1982 - Medaglia d'oro dell'Agis per il contributo dato al cinema come docente al C.S.C., alla Libera Univ. di Studi Sociali e Stages e Corsi di specializzazione in Università italiane e straniere. I suoi film appartengono al genere di non intrattenimento, ma danno un contributo socio - antropologico alla conoscenza della realtà. D'Alessandro è stato ricevuto con altri registi italiani dal Presidente Pertini.

## Opere televisive
Ideatore della serie televisiva Il vecchio e il faro e del sequel I racconti del faro con Fosco Giacchetti e Roberto Chevalier. Soggetto, sceneggiatura e regia - Premiato al Gran Prix Jeunesse a Monaco di Baviera. Le due serie furono girate a Ponza e presso il Centro Produzione TV Rai di Napoli con le scene di Giuliano Tullio.
Ideatore della serie Vangelo Vivo che per la prima volta portava il Vangelo nelle strade e nei luoghi più degradati della vita umana. Ne cura anche la regia per i primi anni.
Ideatore e regista del Lungo viaggio attraverso le religioni.
Ideatore e regista del Dialogo col dubbio, poi modificato dalla RAI in Cristianesimo e libertà dell'uomo, primo tentativo di affrontare il tema del rapporto tra credenti e non-credenti sulla via del Concilio Vaticano II.
Nel 1958 dirige un episodio del programma RAI Il teatro dei ragazzi. Alla fine degli anni sessanta dirige anche alcuni episodi di un programma sperimentale per ragazzi: "Le Fotostorie" realizzate come fotoromanzi con voce narrante.
Autore nel 1971 con Lucio Lombardo Radice della serie in 12 puntate sulla Matematica: Dall'uno all'infinito
Ideatore della formula dell'inchiesta, inserita nella ricostruzione di fatti storici, come De Gasperi Sorvegliato Speciale, Caporetto, Giustino Fortunato, Tommaso Fiore, Processo a Robespierre
Ideatore della serie di Sapere, I Protagonisti
Nel decennio 60-70 ha curato con V. Ottolenghi il settore degli scienziati: Bacon, Newton, Volta, Edison, Marconi, Freud, Einstein, Pasteur; e personalmente le biografie di Marie Curie, Robert Koch, M.Montessori, A.Fleming, Simone Weil.
Nel 1985-86 è autore della serie in 10 puntate L'Audiovisivo multiprofessionale

## Filmografia

### Regista
- La porta dei sogni (1955)

- Storia di Ciro (1962), cortometraggio
- I misteri di Roma (1963)
- Il vecchio e il faro (1965), TV mini-serie
- I racconti del faro (1967), TV mini-serie
- "Le avventure di Ciuffettino" (1970), TV mini-serie
- Jack London - La mia grande avventura (1973), TV mini-serie
- Storie dal cavallo (1975), storie dall'Iliade di Omero, TV mini-serie teatrale
- Turi e i paladini (1979)

### Sceneggiatore
- Il bacio dell'Aurora (1953)
- Ai margini della metropoli, regia di Carlo Lizzani (1953)
- Pietà per chi cade (1954)
- I piaceri dello scapolo (1960)
- Jack London - La mia grande avventura (1973), TV mini-serie

### Attore
- Le mani sulla città, regia di Francesco Rosi (1963)